# Leopold Wasilkowski
Leopold Wasilkowski (ur. 24 grudnia 1865 lub 1866 w Lublinie lub Piotrkowie, zm. 15 października 1929 w Warszawie) – polski rzeźbiarz.

## Życiorys
Edukację rozpoczął w gimnazjum w Piotrkowie. Studiował przez cztery lata w szkole rysunkowej Wojciecha Gersona, następnie u Ludwika Pyrowicza i Jana Woydygi. W latach 1891–1893 kształcił się na Académie Julian w Paryżu u rzeźbiarza Denisa Puecha oraz malarzy Adolfa W. Bouguerau i Beniamina Constansa. Pracował również we Włoszech.
W 1903 został prezesem Towarzystwa Artystycznego. Od 1906 roku mieszkał na stałe w Warszawie. Przez pewien czas pracował jako konstruktor w warszawskich teatrach.
Był autorem dekoracji rzeźbiarskiej Domu Towarzystwa Ubezpieczeniowego „Rosja” w Warszawie: kobiety ślącej promienie, alegorii Elektryczności, oraz chłopa i robotnika, symbolizujących odpowiednio Rolnictwo i Przemysł. Wyrzeźbił również figury alegoryczne i medaliony na rotundzie przy ul. Karowej.
Wykonał nagrobki m.in. Stanisława Grudzińskiego, Mieczysława Brzezińskiego i Władysława Podkowińskiego na cmentarzu Powązkowskim, Wawrzyńca Żmurki na Cmentarzu Łyczakowskim we Lwowie, a także kilka tablic epitafijnych umieszczonych w warszawskich kościołach. Był także autorem prac z zakresu sztuki stosowanej, m.in. srebrnej szkatuły ofiarowanej Henrykowi Sienkiewiczowi.